# Weltkulturen Museum

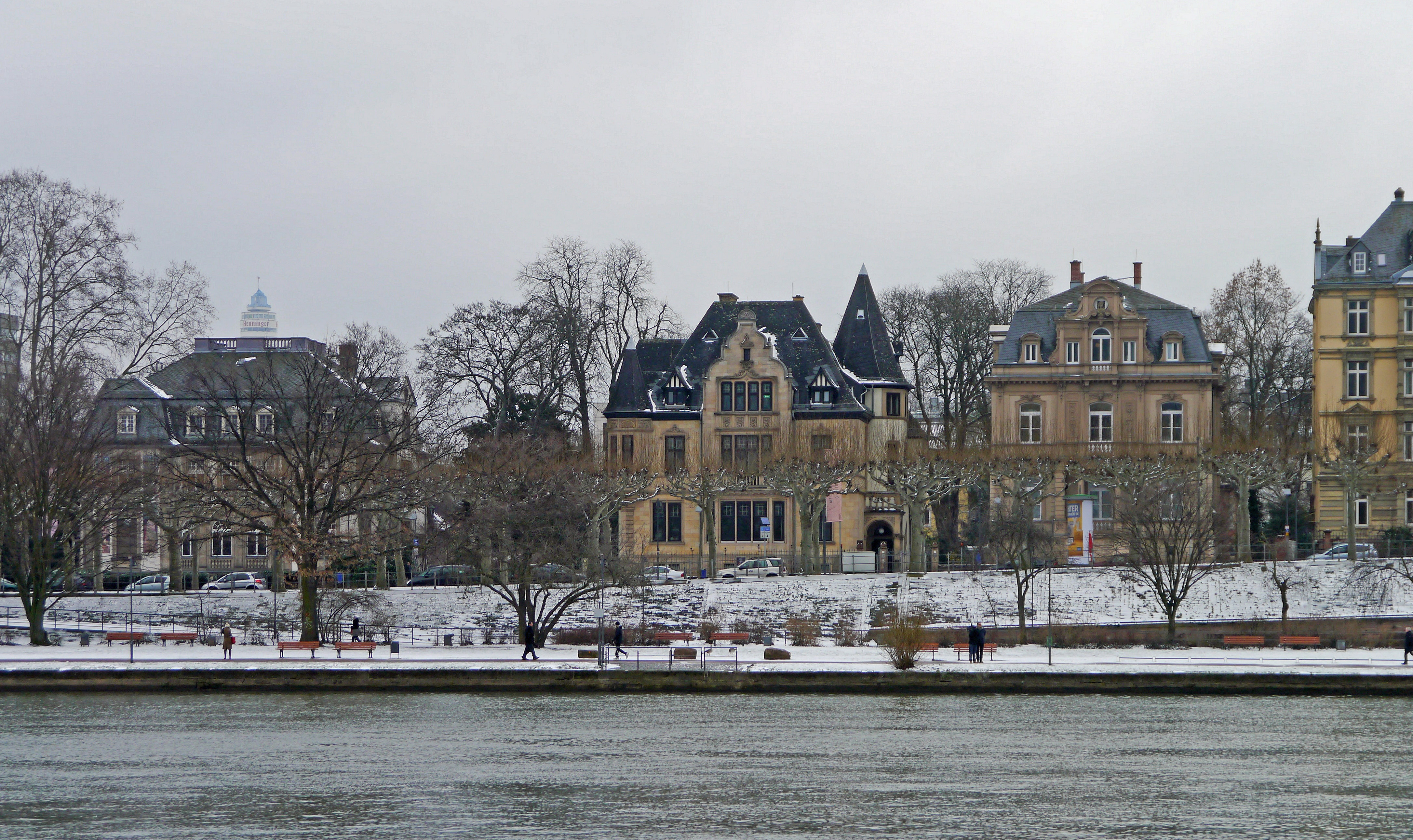
Die drei Villen des Museums der Weltkulturen in Frankfurt am Main (2013)

Das Weltkulturen Museum ist ein ethnologisches Museum in städtischer Trägerschaft am Museumsufer in Frankfurt am Main. Es hieß bis 2001 Museum für Völkerkunde und seither offiziell Museum der Weltkulturen.

## Geschichte

### Von 1904 bis 1945
Das Museum wurde 1904 von interessierten Bürgern gegründet, um die im Besitz der Stadt befindlichen ethnographischen Sammlungen zusammenzuführen. Die Finanzierung und die Bereitstellung von Räumlichkeiten übernahm die Stadtverwaltung. Im Jahr 1908 bezog das Museum das Palais Thurn und Taxis in der Frankfurter Innenstadt. 1925 erwarb die Stadt die Sammlungen des von Leo Frobenius gegründeten Instituts für Kulturmorphologie, des späteren Frobenius-Instituts. Frobenius siedelte mit seinem Institut nach Frankfurt über und wurde Honorarprofessor an der Universität Frankfurt und 1934 Leiter des Völkerkundemuseums. Auch unter seinen Nachfolgern blieb die Personalunion des Museumsleiters und des Institutsdirektors bestehen, bis die Frankfurter Universität 1966 in eine Landesuniversität überführt wurde. Seitdem besteht das Museum wieder als städtische Einrichtung.
Im Zweiten Weltkrieg gingen bei der Zerstörung des Palais im Bombenkrieg erhebliche Teile der Sammlungen verloren. Einige Exponate konnten jedoch rechtzeitig ausgelagert werden.

### Ausstellungsgebäude
Die erhaltenen Bestände wurden seit 1973 in einer umgebauten Villa am Mainufer wieder der Öffentlichkeit präsentiert. Das Völkerkundemuseum war somit eines der ersten Museen am Frankfurter Museumsufer. In den folgenden Jahrzehnten kamen weitere Ausstellungshäuser hinzu: die nebeneinanderliegenden Gebäude Schaumainkai 29 (das Haupthaus und heutiges Ausstellungshaus), Nummer 35 (die sogenannte Villa, heute Verwaltung und Bibliothek) und Nummer 37 (Weltkulturen Labor und Bildarchiv), die in den 1980er-Jahren erworben und umgebaut worden waren.
Mittelfristig ist der Umzug des Museums in einen Neubau beabsichtigt, der etwa 5000 Quadratmeter Ausstellungsfläche haben soll und eine umfassende Präsentation zahlreicher eingelagerten Bestände ermöglicht. Eine Entscheidung über einen neuen Standort sollte 2008 erfolgen, das Projekt ist jedoch wegen fehlender Gelder zurückgestellt worden.
Das Gebäude der Villa Schaumainkai 29 wurde von Juni 2011 bis Januar 2012 saniert und mit der Ausstellung Objekt Atlas – Feldforschung im Museum wieder eröffnet.
In 2028 wird eine Dependance in Frankfurter Bankenviertel eröffnet werden. Auf 500 Quadratmetern zusätzlicher Ausstellungsfläche sollen Exponate aus der Sammlung im Central Business Tower gezeigt werden.

## Arbeit und Sammlung

### Die Sammlung
Die Sammlungen des Museums umfassen etwa 67.000 Objekte aus Ozeanien, Australien, Südostasien, Amerika, Afrika und Europa, ein Bildarchiv mit 100.000 ethnografischen Fotografien und Filmen und eine Bibliothek mit 50.000 internationalen Büchern und Zeitschriften. Das Museum verfügt über eine umfassende Sammlung aus Kamerun, die 2154 Inventarnummern im Jahr 2023 zählte. Bereits seit den 1970er-Jahren beschäftigt sich das Museum mit nicht-westlichen Ästhetiken und Kunstdefinitionen. Daher wurde 1985 das Sammeln außereuropäischer Gegenwartskunst zu einem Schwerpunkt erklärt. Die Museumsbestände umfassen internationale, mit den Sammlungsobjekten korrespondierende Kunstwerke u. a. von Künstlern aus Ozeanien, Afrika, Südostasien und Amerika.
Das Museum versteht sich heute nach eigenen Angaben „… als Ort interdisziplinärer Zusammenarbeit. Menschen und Dinge sind aufs Engste miteinander verbunden. Auch in modernen Gesellschaften sind materielle Dinge maßgebliche Initiatoren für Kulturwandel. Anhand der eigenen Sammlungen formulierte ethnologische Fragestellungen werden im Austausch mit Wissenschaftlern anderer Fachgebiete und Künstlern weiterentwickelt.“
Das Weltkulturen Museum zeigt aufgrund räumlicher Begrenzungen ausschließlich wechselnde Sonderausstellungen.

### Das Weltkulturen Labor
Das Weltkulturen Labor ist ein experimenteller Raum, der sowohl der Präsentation von Ausstellungen als auch der internationalen und interdisziplinären Zusammenarbeit dient. Aufgabe des Weltkulturen Labors ist es, ethnologische Themen, Fragestellungen und Exponate im Museum so zu präsentieren, dass sie vom Publikum aus nächster Nähe erfahren werden können. Aus der Vielfalt ethnologischer Themenkomplexe werden einzelne Bereiche im Detail betrachtet. Das Weltkulturen Museum plant dazu interdisziplinäre Kooperationen, wird aber auch die Arbeit mit den Sammlungen zugänglich machen und sich mit seiner wissenschaftlichen Forschung einer Öffentlichkeit stellen. Neben den Ausstellungsflächen gibt es im Hochparterre einen mit Holz getäfelten Veranstaltungsraum für Gespräche, Vorträge, Lesungen und Events. In den oberen Stockwerken beherbergt das Weltkulturen Labor zudem mehrere Ateliers und Wohnräume für Gastkünstler und Wissenschaftler.

## Leitung des Museums
Das im Eigentum der Stadt Frankfurt befindliche Museum wird seit seinem Bestehen von Direktorinnen/Direktoren geleitet. Das waren/sind:
| - 1904–1919: Bernhard Hagen - 1919–1935: Johannes Lehmann, Interimsdirektor - 1935–1938: Leo Frobenius - 1938–1939: Adolf E. Jensen, Interimsdirektor - 1940–1945: Karin Hahn-Hissink - 1946–1965: Adolf E. Jensen - 1965–1966: Carl August Schmitz - 1966–1971: Hermann Niggemeyer - 1972–1983: Heinz Kelm | - 1984–1985: Johanna Agthe, Interimsdirektorin - 1985–1998: Josef Franz Thiel - 1998–2000: Johanna Agthe, Interimsdirektorin - 2000–2008: Anette Rein - 2008–2010: Christine Stelzig, Kommissarische Direktorin - 2010–2015: Clémentine Deliss - 2015–2019: Eva Raabe, Kommissarische Direktion - Oktober 2019–2024: Eva Raabe - Seit Januar 2025: Larissa Förster |

## Ausstellungen
Ab 2001:
- „Menschen und ihre Gegenstände – Amazonien – Ozeanien“ (1. Dezember 2001 – 15. September 2002)
- „Bilder vom Glück – Chinesische populäre Grafik aus dem 20. Jahrhundert. Die Sammlung Wiegmann“ (3. April 2002 – 29. September 2002)
- „Troubadoure Allahs – Traditionen der Sufis in Pakistan Fotoausstellung“ (23. November 2002 – 21. April 2003)
- „Stätten der Andacht, Orte der Begegnung – Religionsgemeinschaften in Frankfurt“ (6. Juni 2003 – 14. September 2003)
- „Lebenswelten – Kunsträume – Zeitgenössische irokesische Kunst“ (10. Mai 2003 – 11. Januar 2004)
- „Aus Mythischen Zeiten – 300 Jahre Schamanismus in Westsibirien“ (13. Oktober 2003 – 29. Februar 2004)
- „Bali – Leben in zwei Welten“ (7. Februar 2004 – 1. August 2004)
- „Indian Times - Nachrichten aus dem roten Amerika“ (9. November 2002 – 31. August 2004)
- „Painted Indians: Eine Zusammenarbeit“ (Werke von Echo-Hawk und Lieberman) (12. Mai 2004 – 31. August 2004)
- „Kreativ zum Nulltarif – Recycling-Produkte aus Afrika (Mali, Ägypten, Burkina Faso, Äthiopien, Sierra Leone, Tansania, Elfenbeinküste, Sudan, Simbabwe, Syrien)“ (8. Oktober 2004 – 26. November 2004)
- „Naga – Kopfjäger im Schatten des Himalaya“ (20. März 2004 – 28. November 2004)
- „Plakate in Afrika“ (26. August 2004 – 23. Januar 2005)
- „Ansichtssachen aus 100 Jahren“ (9. Oktober 2004 – 1. Mai 2005)
- „Schwarze Götter im Exil“ (Fotografien von Pierre Fatumbi Verger) (16. Februar 2005 – 5. Juni 2005)
- „Impression Borneo“ (Fotografien aus Sarawk von Mary Munnik) (21. April 2005 – 30. Oktober 2005)
- „Weltenspielzeug – Von Kindern für Kinder“ (28. Juni 2005 – 13. November 2005)
- „Weihnachtstraum – Schnitzkunst aus dem Erzgebirge“ (26. November 2005 – 8. Januar 2006)
- „Africa Screams – Das Böse in Kino, Kunst und Kult“ (9. Juli 2005 – 12. März 2006)
- „Kick it! – Fotografien international“ (20. Mai 2005 – 30. Juli 2006)
- „Ma Lakota – Indianische Kindheit in Nordamerika“ (13. Februar 2006 – 27. August 2006)
- „Leben mit Le Corbusier“ (Fotografien aus Chandigarh, Indien von Bärbel Högner) (30. September 2006 – 11. Februar 2007)
- „Ta Moko. Tatauierte Lebenswege der Maori“ (Fotografien von Arno Gasteiger) (28. Oktober 2006 – 4. März 2007)
- „Buddhismus entdecken – Der Schatz der drei Juwelen“ (Religionskundliche Objekte ergänzt durch Begleittexte und Fotos aus Indien, Nepal, Thailand und Sri Lanka) (18. November 2006 – 8. Juli 2007)
- „Hautzeichen – Körperbilder“ (29. April 2006 – 9. September 2007)
- „Black Paris – Kunst und Geschichte einer schwarzen Diaspora 1906–2006“ (17. März 2007 – 4. November 2007)
- „Das Ägypten des Nagib Machfus“ (24. November 2007 – 4. Mai 2008)
- „Ernst Ludwig Kirchner und die Kunst Kameruns“ (14. Juli 2008 – 9. November 2008)
- „Die Nase des Sultans. Karikaturen aus der Türkei“ (9. August 2008 – 16. November 2008)
- „Sevrugian – Bilder des Orients in Fotografie und Malerei 1880–1980“ (6. Dezember 2008 – 12. Juli 2009)
- „Reisen und Entdecken – Vom Sepik bis an den Main“ (27. Oktober 2007 – 30. August 2009)
- „Der Blick auf das eigene Gesicht – Fotografien zeitgenössischer Künstler in Tibet“ (25. Juli 2009 – 18. Oktober 2009)
- „Constantin Brâncusi. Der Bildhauer als Fotograf“ (24. Oktober 2009 – 3. Januar 2010)
- „Bali im Fokus der Kamera – Der balinesische Fotografen 1930–2009“ (22. August 2009 – 28. Februar 2010)
- „KunstVoller Widerstand – Zeitgenössische Kunst aus Sri Lanka“ (8. Oktober 2010 – 27. Oktober 2010)
- „Being Object Being Art – Meisterwerke aus den Sammlungen des Museums für Weltkulturen Frankfurt am Main“ (31. Oktober 2009 – 31. Oktober 2010)
- „Dan Rees“ (20. April 2011 – 26. Mai 2011)
- „Cladows Part I“ (8. Juli 2011 – 7. August 2011)
- „Cladows Part II“ (18. August 2011 – 18. September 2011)
- „Welcome to Paradise“ (27. Oktober 2011 – 8. Januar 2012)
- „Morocco Magic – Modern Ceramics“ (22. Mai 2012 – 15. Juli 2012)
- „Objekt Atlas – Feldforschung im Museum“ (26. Januar 2012 – 16. September 2012)
- „Face to Face / Kanohi Ki Te Kanohi / Fa’Afesaga“ (3. Oktober 2012 – 28. Oktober 2012)
- „Incredibly Hot Sex With Hideous People Zines aus Neuseeland“ (3. Oktober 2012 – 28. Oktober 2012)
- „Stealth Architecture“ (8. Februar 2013 – 10. März 2013)
- „Scharf belichtet“ (8. Mai 2013 – 16. Juni 2013)
- „Apollo“ (10. Juli 2013 – 11. August 2013)
- „Trading Style – Weltmode im Dialog“ (7. November 2012 – 27. Oktober 2013)
- „Encylopaedia Cinematographica Ethnographische Kurzfilme“ (30. Oktober 2013 – 1. Dezember 2013)
- „Displace Yourself“ (11. Dezember 2013 – 23. Januar 2014)
- „Ausgerollt und angeschaut – Neubetrachtungen der Textilsammlung Indonesien“ (16. April 2014 – 1. Juni 2014)
- „Hinter dem Schnitt“ (15. Juli 2014 – 31. August 2014)
- „Ware & Wissen (or the stories you wouldn’t tell a stranger)“ (16. Januar 2014 – 4. Januar 2015)
- „Willem de Rooij – double double“ (4. Februar 2015 – 30. April 2015)
- „Gloves in Action – Das Museum als Plattform für Unordnung und Widersprüche“ (9. Juli 2015 – 30. August 2015)
- „El Hadji Sy: Painting, Performance, Politics – Eine Retrospektive zu El Hadji Sys Karriere als Maler und kultureller Aktivist“ (5. März 2015 – 18. Oktober 2015)
- „Imag(in)ing Musical Indonsia“ (30. September 2015 – 15. November 2015)
- „Lukim Gen – Ein Rückblick. Kunst und Unabhängigkeit in Papua Neuguinea“ (21. April 2016 – 19. Juni 2016)
- „A Labour of Love – Kunst aus Südafrika – Die 80er jetzt“ (3. Dezember 2015 – 24. Juli 2016)
- „Geschichten erzählen Geschichte“ (14. Juli 2016 – 9. Oktober 2016)
- „Zeig mir, woher du kommst – Kinder zeichnen Heimat, Flucht und Träume“ (14. Juli 2016 – 9. Oktober 2016)
- „Stoff-Wechsel. Mode und Papier – Eine Projektpräsentation“ (1. Juni 2017 – 18. Juni 2017)
- „Der Rote Faden – Gedanken Spinnen Muster Bilden“ (17. November 2016 – 27. August 2017)
- „And The Beat Goes On… Rindenbaststoffe aus den Sammlungen des Weltkulturen Museums“ (1. Juni 2017 – 1. Oktober 2017)
- „Variationen des wilden Körpers. Fotografien von Eduardo Viveiros de Castro“ (18. November 2017 – 11. März 2018)
- „Entre Terra e Mar. Zwischen Erde und Meer. Transatlantische Kunst“ (12. Oktober 2017 – 26. August 2018)
- „Gesammelt. Gekauft. Geraubt? Fallbeispiele aus kolonialem und nationalsozialistischem Kontext“ (16. August 2018 – 27. Januar 2019)
- „Sammlung als Erzählung. Wanzkes künstlerische Reise um die Welt“ (11. April 2019 – 19. Mai 2019)
- „Grey Is The New Pink – Momentaufnahmen des Alterns“ (26. Oktober 2018 – 1. September 2019)
- „Plakatiert! Reflexionen des indigenen Nordamerika“ (27. Juni 2019 – 1. März 2020)
- „SW5y – Fünf Jahre zivile Seenotrettung“ (5. Juni 2020 – 30. August 2020)
- „Weltenbewegend. Migration macht Geschichten“ (24. Oktober 2019 – 31. Januar 2021)
- "Let Them Speak! Kommentare aus British Columbia, Kanada" (7. Oktober 2020 – 21. Oktober 2020)
- "HIDDEN IN PLAIN SIGHT. Vom Unsichtbarmachen und Sichtbarwerden" (29. April 2021 – 5. September 2021)
- "IN PLAIN SIGHT. #ICHBINSICHTBAR" (28. August 2021 – 5. September 2021)
- "Grüner Himmel, Blaues Gras. Farben ordnen Welten." (1. April 2021 – 30. Januar 2022)
- "Invisible Inventories. Zur Kritik kenianischer Sammlungen in westlichen Museen" (6. Oktober 2021 – 9. Januar 2022)
- "healing. Leben im Gleichgewicht" (2. November 2022 – 3. September 2023)
- "Shipibo Pot Stories. Muster des Universums (14. Mai 2023 – 4. Juni 2023)
- "Benin. Die Sammlung im Weltkulturen Museum. Retrospektive/Perspektiven" (20. Juli 2023 – 31. Dezember 2023)
- "KLANGQUELLEN. Everything is Music!" (11. November 2023 – 1. September 2024)
- "COUNTRY BIN PULL‘EM.  Ein gemeinsamer Blick zurück" (1. November 2024 – 31. August 2025)

## Journal-Ethnologie
Von 2003 bis 2008 gab das Museum der Weltkulturen das Journal-Ethnologie in Form eines Online-Magazins heraus, das sich an die ethnologisch interessierte Öffentlichkeit richtete. Die bis dahin veröffentlichten Beiträge bleiben bis auf weiteres abrufbar.